# Ottavio Abbati

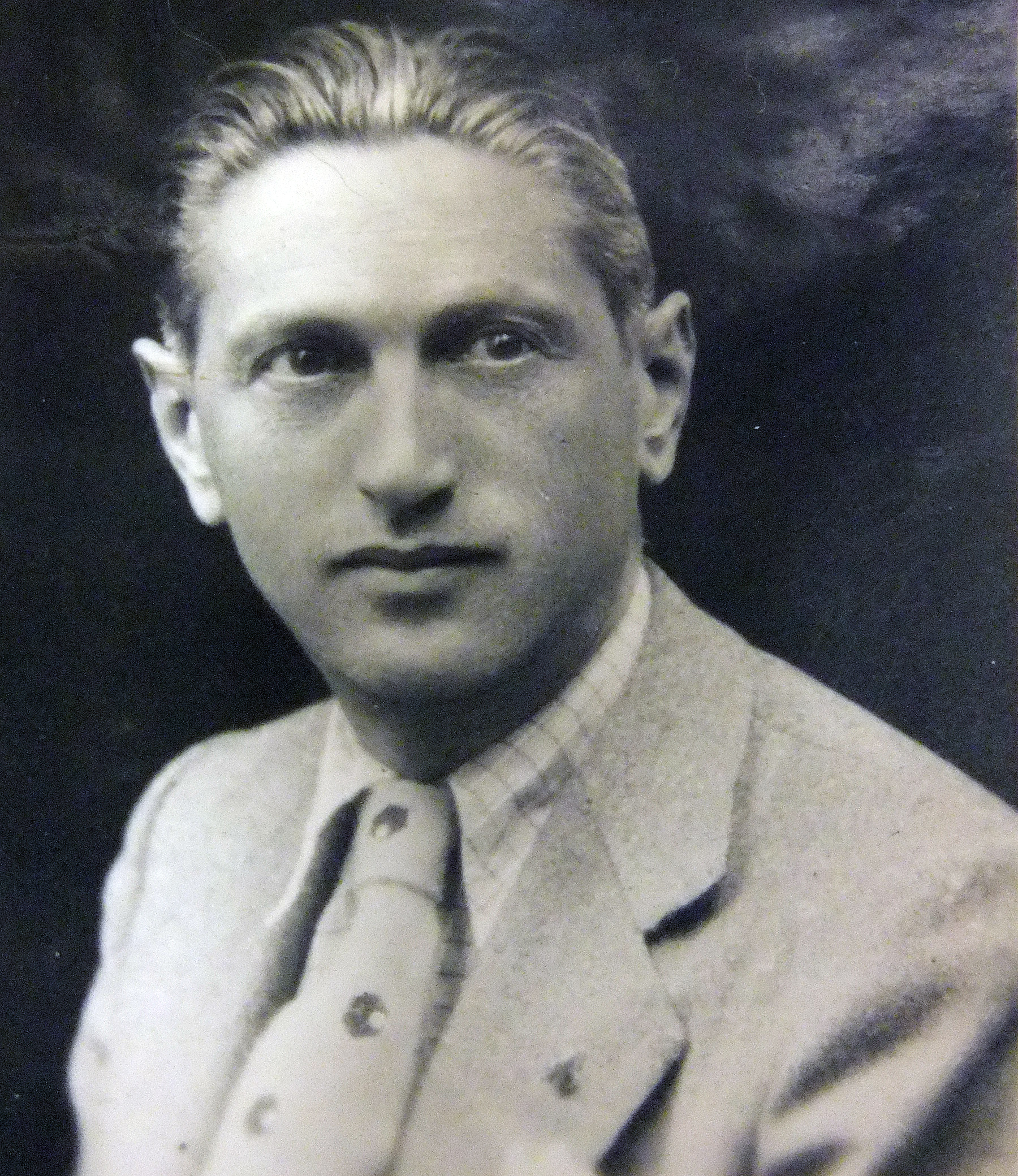
Ottavio Abbati, 1939

Ottavio Eusvaldo Ferdinando Abbati (* 5. April 1897 in Fabriano; † 6. Januar 1951 in Rom) war ein italienischer Antifaschist und Publizist. Er lebte als politischer Flüchtling in Frankreich, war Kadermitglied der Republikanischen Partei Italiens im Latium und im französischen Exil und Mitglied der Exekutivkommission der Italienischen Liga für Menschenrechte (LIDU).

## Leben

### Jugend
Obwohl die Familie Abbati ursprünglich aus Savignano di Romagna stammte, wuchs Ottavio Abbati mit zwei jüngeren Geschwistern in bescheidenen Verhältnissen in Fabriano auf, dem Herkunftsort seiner Mutter Cesira Rossi. Sein Vater, Giuseppe Abbati, war Friseur und Sozialist. Im Jahre 1912 ließ er sich mit seiner Familie in der Westschweiz nieder. In Malley, Renens, Vevey und Genf lernte er den Beruf eines Friseurs und begann sich für politische Ideen zu interessieren, indem er sich dem Leben und den Schriften von Giuseppe Mazzini zuwandte. Im Jahre 1917 nahm er am Ersten Weltkrieg teil. 1918 engagierte er sich erneut als Freiwilliger bei den Italienischen Hilfstruppen in Frankreich (TAIF). Nach dem Krieg ließ er sich in Rom nieder.

### Politisches Engagement in Rom (1918–1936)
Als enger Mitarbeiter des Politikers und Anwalts Giovanni Conti wurde er zunächst Sekretär des republikanischen Jugendverbandes (Federazione giovanile repubblicana) der Region Latium, danach Exekutivkommissionsmitglied des Nationalen Jugendverbandes, in dieser Eigenschaft vor allem für Propaganda und Organisation verantwortlich. Im Jahre 1921 nahm er am Jugendkongress der Region Latium in Castelgandolfo, ein Jahr später am Jugendkongress in Rom teil. 1922 nahm er als Vertreter der Sektionen von Corchiano, Montalto di Castro, Palombara Sabina, Rom und Viterbo am nationalen Kongress der Republikanischen Partei in Triest teil.
Nach der Auflösung der Republikanischen Partei arbeitete er im Untergrund weiter. Im Juli 1932 wurde er mit weiteren Personen wegen Gründung eines Ablegers der Bewegung Giustizia e Libertà in Rom verhaftet und nach monatelanger Haft im Regina-Coeli-Gefängnis auf die Insel Ponza in die Verbannung geschickt. Nach seiner Rückkehr nach Rom unter ständiger Beobachtung stehend und mehrmals festgenommen, gelang ihm Ende Dezember 1936 die Flucht nach Frankreich.

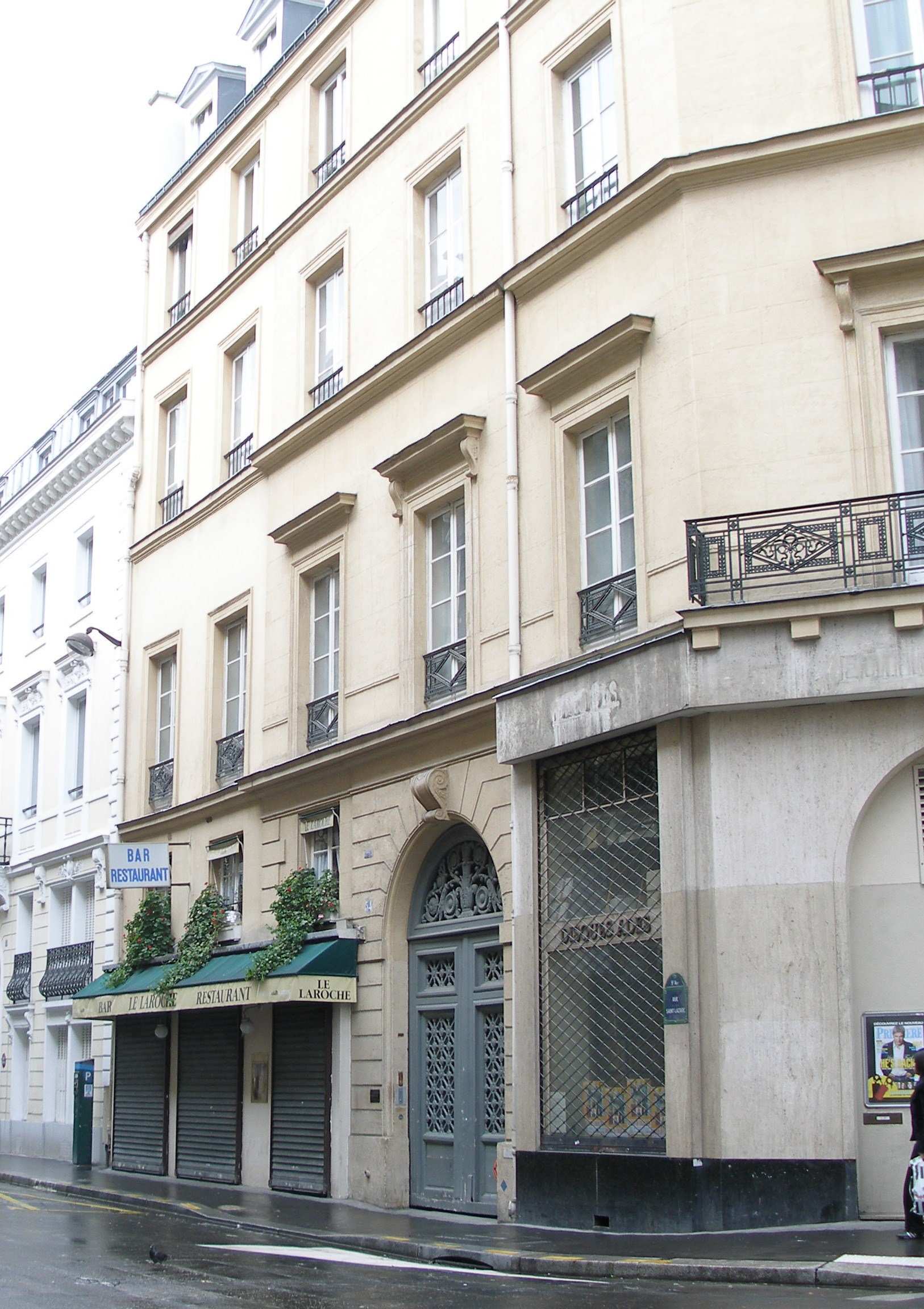
Paris, rue Saint-Lazare 54, Hauptsitz der Republikanischen Partei Italiens im Exil

### Politisches Engagement in Frankreich (1937–1940)
In Marseille und Nizza war Abbati für die Republikanische Partei hauptsächlich organisatorisch tätig (Gewinnung neuer Mitglieder, Gründung neuer Sektionen usw.). Im Januar 1938 berief ihn Randolfo Pacciardi nach Paris und vertraute ihm die Administration und Herausgabe von La Giovine Italia an, einer politischen Wochenzeitung für die republikanischen Emigranten in Frankreich, deren erste Nummer im Dezember 1937 in Paris und ab September 1938 in Annemasse erschien. Im Jahre 1938 hatte er einige Monate lang das Sekretariat der Republikanischen Partei inne.
Abbati war in der Italienischen Menschenrechtsliga (LIDU) aktiv und wurde beim Kongress der LIDU in Nantes am 2. Juli 1938 in die Exekutivkommission gewählt. In die Partei und in die LIDU eingeschleuste Informanten der faschistischen politischen Polizei leiteten zahlreiche Berichte über ihn nach Rom ans Innenministerium weiter. Obwohl aus naheliegenden Gründen unpolitisch, wurde auch seine Korrespondenz mit der Familie in Rom überwacht; alle Briefe wurden gelesen, fotografiert, ausgewertet und archiviert.

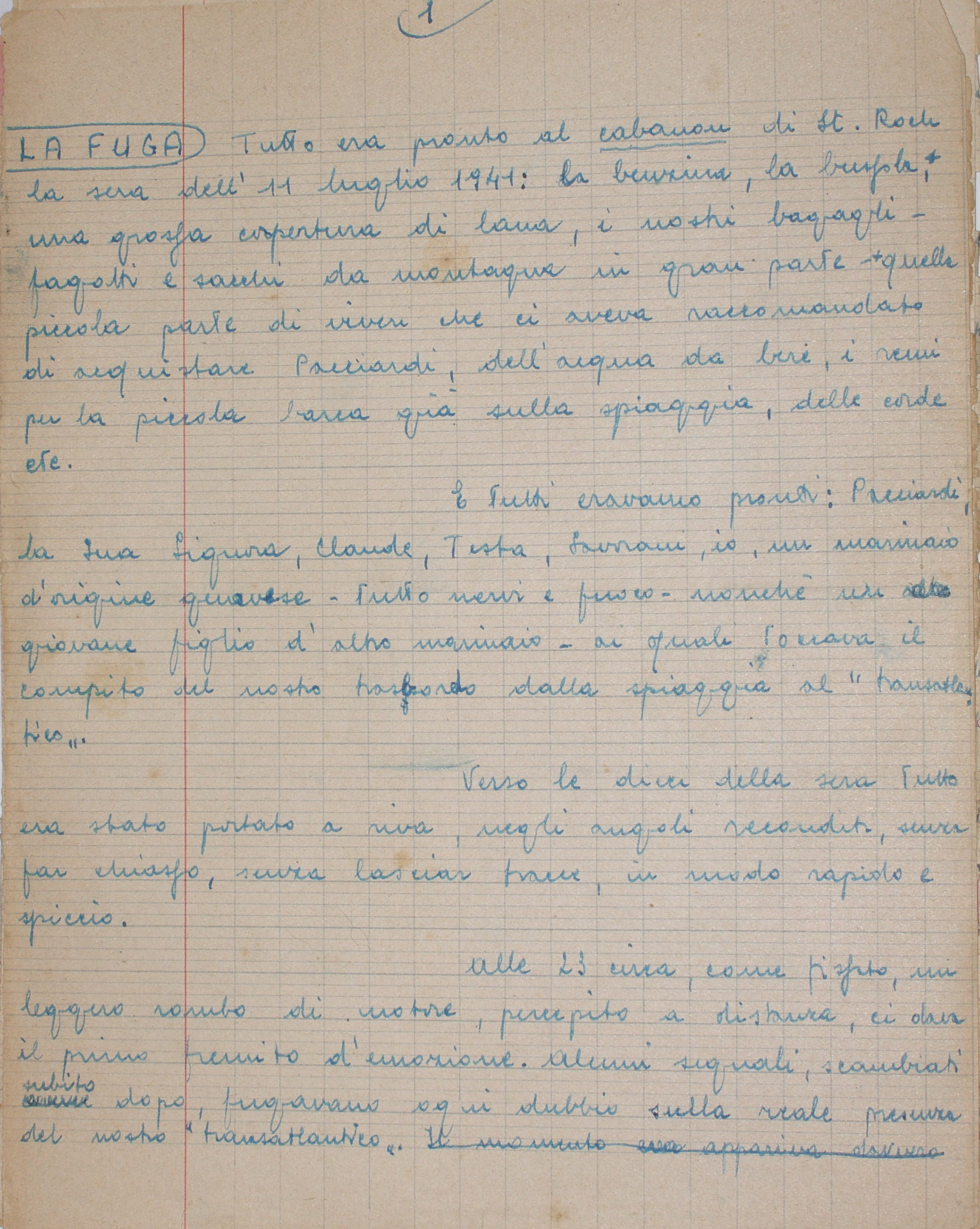
Tagebuchaufzeichnung über einen gescheiterten Fluchtversuch aus Oran (1941)

### Flucht, Internierung und Befreiung (1940–1945)
Nach der französischen Niederlage 1940 übermittelte die faschistische Polizei den deutschen Besatzungsbehörden eine Liste mit den Namen von 123 zur Verhaftung ausgeschriebenen und in Frankreich lebenden „gefährlichen Subversiven“, darunter Abbati und Pacciardi. Unter dem Eindruck der drohenden Festnahme und Auslieferung nach Italien versuchten sie gemeinsam von Marseille aus über Nordafrika in die Vereinigten Staaten zu fliehen, was jedoch nur Pacciardi gelang, während Abbati und einige politische Mitstreiter (Antonio Bedei, Francesco Blesio, Francesco Burrai, Raffaele Savorani, Augusto Testa) nach mehreren gescheiterten Fluchtversuchen in Oran festsaßen. Der von Pacciardi organisierte Fluchtweg über Oran erwies sich als Sackgasse.
Abbatis Frau Caterina Martini war im Dezember 1938 mit dem gemeinsamen Kind ihrem Mann nach Annemasse gefolgt. Aufgrund einer Absprache zwischen dem Innenministerium, der römischen Polizei und dem italienischen Konsulat in Chambéry wurde sie im Herbst 1940 an der französisch-italienischen Grenze festgenommen, ohne Gerichtsurteil zunächst ins Frauenlager von Pollenza überstellt und danach bis Ende 1942 in der Provinz Avellino interniert, während der elfjährige Sohn von der Polizei der Großmutter in Rom übergeben wurde.
Ottavio Abbati wurde im Jahre 1941 von den Vichy-Behörden in Tiaret interniert; die gelegentlichen Zuwendungen von Freunden in der Schweiz – zu denen Egidio Reale und die beiden Tessiner Sozialisten Francesco Borella und Guglielmo Canevascini zählten – sowie in Tunis (Guido Levi) ermöglichten ihm das Überleben. 1943 wurde er von amerikanischen Truppen befreit. Danach war er für die amerikanischen Militärbehörden in Algier im Rahmen der antifaschistischen Propaganda tätig; im Februar 1945 kehrte er nach Rom zurück.

### Nachkriegszeit (1945–1951)
Im März 1945 wurde er von Pacciardi mit der parteilichen Reorganisation beauftragt, jedoch im Juli 1945 wegen Meinungsverschiedenheiten über den Kurs der Partei entlassen. Er kandidierte bei den Parlamentswahlen 1948, konnte jedoch keinen Sitz erringen. Ottavio Abbati starb am 6. Januar 1951 in Rom.

### Ehrung
Am 9. Dezember 1976, zum 50. Jahrestag des Erlasses der Ausnahmegesetze und der Bildung des faschistischen Sondergerichts, wurde Ottavio Abbati postum sowie 16 weiteren Antifaschisten eine Medaille der Stadt Rom „für ihr Engagement gegen die Diktatur“ verliehen.